# Журба Віктор Степанович
Віктор Степанович Журба (6 серпня 1950 — 6 лютого 2015) — радянський легкоатлет, фахівець з метання диска. Виступав за збірну СРСР з легкої атлетики у 1970-х роках, чемпіон Універсіади у Москві, переможець першостей національного значення, рекордсмен Європи. Представляв Українську РСР та спортивне товариство «Авангард». Майстер спорту СРСР міжнародного класу.

## Біографія
Віктор Журба народився 6 серпня 1950 року.
Займався легкою атлетикою у Ворошиловграді, перебував у добровільному спортивному товаристві «Авангард». Був підопічним тренерів Петра Геогрійовича Фонотова та Василя Максимовича Круглого.
Вперше заявив про себе на міжнародному рівні в сезоні 1968 року, коли увійшов до складу радянської національної збірної та побував на Європейських юніорських легкоатлетичних іграх у Лейпцигу, звідки привіз нагороду срібного ґатунку, виграну в метанні диска, — поступився тут лише німцеві Гансу-Юргену Якобі.У 1973 році на чемпіонаті СРСР у Москві перевершив усіх суперників у метанні диска та завоював золоту медаль. Бувши студентом, удостоївся права захищати честь країни на домашній літній Універсіаді в Москві, де так само був найкращим у своїй дисципліні.
У травні 1976 року на змаганнях у Мюнхені встановив свій особистий рекорд у метанні диска — 63,78 метра. На чемпіонаті СРСР у Києві став бронзовим призером програвши Володимиру Ляхову та Миколі Віхору.
Згодом залишався чинним спортсменом аж до 1981 року, хоча останнім часом вже не показував значних результатів на міжнародній арені.
За видатні спортивні досягнення удостоєний почесного звання «Майстер спорту СРСР міжнародного класу».
Брав участь у майстернях з легкої атлетики, зокрема у 2013 році на майстерному чемпіонаті світу в Турині став чемпіоном у метанні диска та бронзовим призером у штовханні ядра.
Помер 6 лютого 2015 року у Сіверськодонецьку у віці 64 років.